# Astragalus inflatus
Astragalus inflatus är en ärtväxtart som beskrevs av Dc. Astragalus inflatus ingår i släktet vedlar, och familjen ärtväxter. Inga underarter finns listade i Catalogue of Life.